# Franz Johannes von Rottenburg

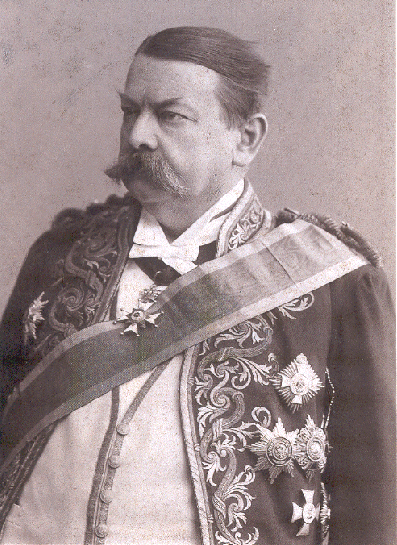
Franz von Rottenburg (um 1890)

Franz Johannes (Fritz) Rottenburg, ab 1887 von Rottenburg (* 16. März 1845 in Danzig; † 14. Februar 1907 in Bonn) war ein preußischer Jurist und Diplomat. Er war unter Otto von Bismarck Leiter der Reichskanzlei (1881–1891), anschließend Unterstaatssekretär im Reichsamt des Innern (1891–1896) und schließlich Kurator der Universität Bonn (1896–1907).

## Herkunft
Rottenburg entstammte einer ursprünglich Kölner, ab 1673 in Danzig nachweisbaren Kaufmannsfamilie und war der Sohn des Kaufmanns und Getreidemaklers Franz Napoleon von Rottenburg (1802–1867) und seiner Frau Charlotte Jeanette (Ida) le Goullon (1819–1866). Zu dieser Familie gehört auch der aus Danzig stammende britische General Francis de Rottenburg (1757–1832).
Sein Urgroßvater Franz († 1799), Bürger und Kaufmann in Danzig, war am 25. November 1790 in Warschau in den polnischen Adelsstand erhoben worden. Dem Vater Franz Napoleon von Rottenburg wurde der Adelstitel von der preußischen Regierung aberkannt, nachdem er sich in Danzig der freireligiösen Gemeinde angeschlossen hatte. Franz Johannes Rottenburg erhielt die preußische Genehmigung zur Führung des Adelsprädikats am 16. Mai 1887 in Berlin als königlich preußischer Geheimer Oberregierungsrat und Vortragender Rat in der Reichskanzlei.

## Leben
Seine juristische Karriere begann Rottenburg zunächst 1862 bis 1865 mit dem Studium der Rechts- und Staatswissenschaften an den Universitäten Heidelberg und Berlin, wo er auch promoviert wurde. Dann arbeitete er am Stadtgericht und am Kammergericht in Berlin. Im Jahr 1870 wurde er Assessor, nahm aber Ende 1872 seinen Abschied aus dem preußischen Justizdienst und lebte bis 1876 in London, wo er sich mit staatsrechtlichen Studien beschäftigte und auch heiratete. Ab 1876 arbeitete er in Berlin im Auswärtigen Amt, bis ihn Bismarck 1881 in die Reichskanzlei berief.
Reichskanzler Otto von Bismarck, auf Rottenburg durch dessen Werk Vom Begriff des Staates (1878) aufmerksam geworden, hatte ihn im März 1881 als Nachfolger Christoph Willers von Tiedemanns in die Reichskanzlei berufen, die er als Vortragender Rat bis zum Jahr 1891 leitete. Durch seine Tätigkeit als engster Mitarbeiter Bismarcks wurde er auch zu dessen persönlichem Vertrauten. Anschließend war Rottenburg von 1891 bis 1896 Unterstaatssekretär im Reichsamt des Innern, schied aus gesundheitlichen Gründen aus und war von Februar 1896 bis zu seinem Tod im Jahr 1907 Kurator der Universität Bonn.
Rottenburg war Mitglied des Vereins für Socialpolitik.

## Familie
Rottenburg heiratete in erster Ehe 1876 in London die Engländerin Marian Hutton (1855–1889) aus London, in zweiter Ehe am 1. Juni 1893 in Berlin die Amerikanerin Marian Phelps (* 10. August 1868 in Teaneck, Bergen County, New Jersey; † 1. November 1922 in New York City), die Tochter des William Walter Phelps (1839–1894), in den Jahren 1889 bis 1893 US-Botschafter in Berlin, und der Ellen Maria Sheffield (1838–1920). Das Ehepaar ließ sich 1900 wieder scheiden, Marian nahm ihren Geburtsnamen Phelps wieder an und ging mit beiden Kindern in die USA. Sein Sohn Phelps Phelps (1897–1981) wurde US-Politiker, u. a. in den Jahren 1951/1952 der 55. (der erste zivile) US-Gouverneur auf Samoa und 1952/1953 US-Botschafter in der Dominikanischen Republik.
Rottenburgs Schwestern Therese und Charlotte wuchsen bei ihrem Onkel Louis Leisler in Glasgow auf. Charlotte heiratete den Kaufmann und Konsul Johannes Kiep. Der Unternehmer Louis Leisler Kiep sowie der Diplomat Otto Kiep sind folglich Rottenburgs Neffen, der CDU-Politiker Walther Leisler Kiep (1926–2016) ist sein Großneffe.

## Werke (Auswahl)
- Vom Begriff des Staates, Verlag Duncker & Humblot, Leipzig 1878